# Dederiyeh 1
Dederiyeh 1 es el nombre de catálogo de un esqueleto fósil, destacablemente completo, de un infante de Homo neanderthalensis encontrado en una cueva, de cuyo nombre recibe el nombre el fósil, del valle del río Afrin (Siria). En 1993 un equipo de arqueólogos liderado por Takeru Akazawa encontró los resto y fue él, también, quien en 1995 describió junto a otros el descubrimiento .

## Descripción
La cueva se encuentra en el rift del mar Muerto, lugar conocido como lugar de paso de las distintas migraciones humanas al estar entre el valle del Rift y Eurasia.
Dederiyeh 1 es un esqueleto de un niño neandertal de unos dos años encontrado en un posible enterramiento. En 1997-1998 se halló un segundo enterramiento, también de niño, en la misma cueva. Actualmente se da por confirmado que los neandertales enterraban, como ritual, a sus muertos.
El niño reposaba sobre su espalda con los brazos extendidos y las piernas flexionadas con una piedra plana rectangular encima de la coronilla y una lasca de sílex cerca del corazón.
El esqueleto se encontró muy completo y en buen estado de conservación, incluso los huesos conservaban la articulación. Hubo que excavar a una profundidad de 1,5 m, probablemente, en la fosa original, conocido como enterramiento n.º 1.
El cráneo, como en otros de ejemplares infantiles de neandertal, no tiene formados todos los caracteres de los adultos de su especie, como el toro supraorbital. El desarrollo óseo es similar al de H. sapiens, por lo que los huesos largos son de longitud similar. Esto implicaba una niñez similar a la humana, lo que requeriría un esfuerzo para los progenitores.